# Світлографія

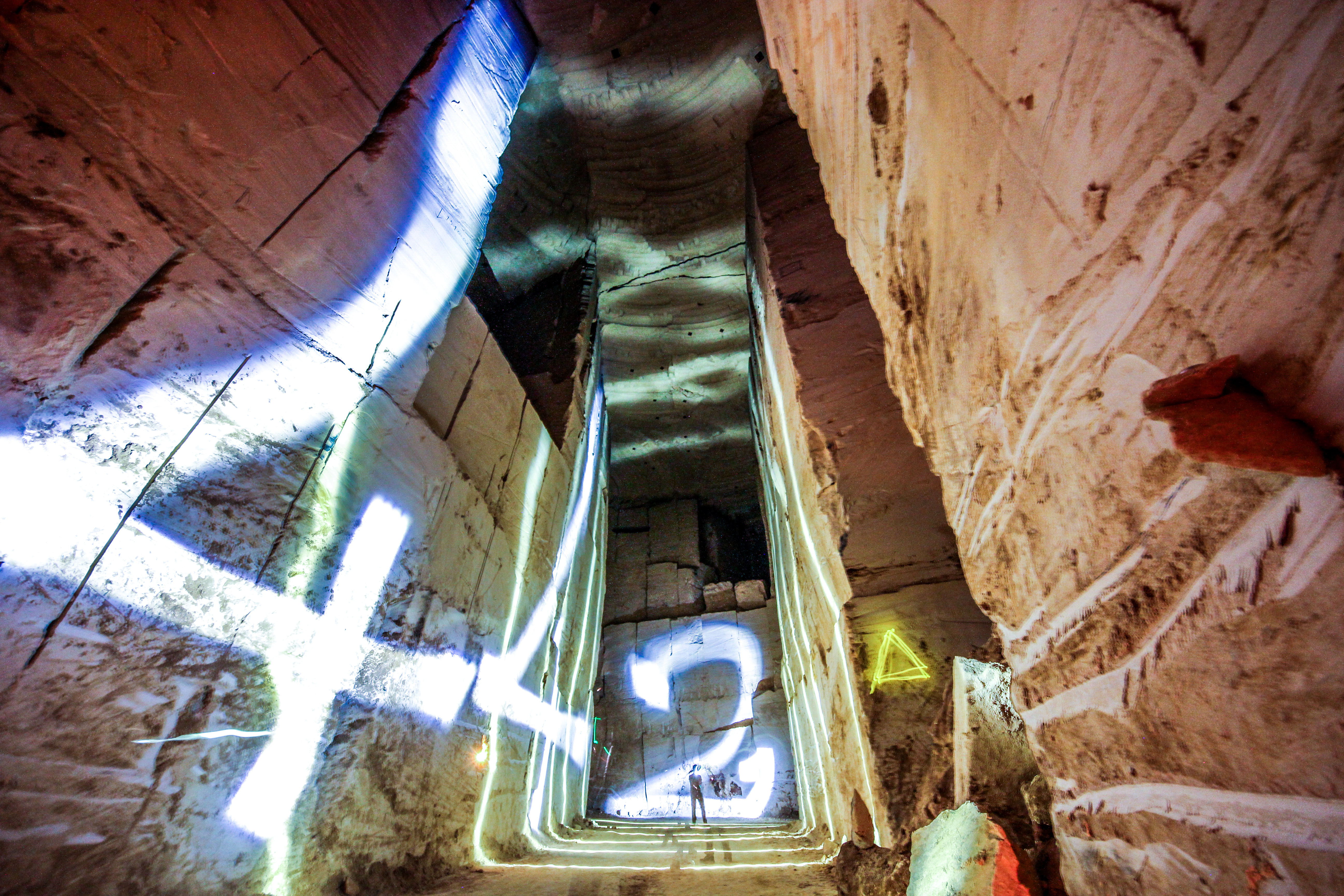
Фотографія, виконана в техніці світлографії

Світлографія (англ. light graphic) — техніка фотографії, заснована на зніманні в темряві з тривалою витримкою та експонуванні сюжету за допомогою джерел світла, переміщуваних вручну. При цьому об'єкти, що світяться, і сліди від них можуть використовуватися як частина сюжету або для освітлення інших предметів у полі зору фотокамери.
В англомовній літературі для позначення цього напряму фотомистецтва найчастіше використовують термін англ. Light painting, букв. «малювання світлом».

## Різновиди
Поняття «світлографія» застосовують до багатьох способів отримання фотографічного зображення. Найчастіше основою світлографічного знімка є сліди, які залишають на фотоматеріалі або світлоприймачі джерела світла, переміщувані вручну. При цьому фігури на зображенні можуть бути як випадковими, отриманими довільними рухами ліхтаря, так і спеціально заданими, що мають форму символів, людських фігур, і навіть контурів, що повторюють предмети в кадрі. Елементи світлографії присутні і в нічній архітектурній фотографії, де рухомий транспорт залишає сліди від увімкнених фар і габаритних вогнів. Іноді рухомі джерела безперервного світла використовують у поєднанні з фотоспалахом, що дає чітке зображення рухомих об'єктів, зокрема, людей.
Різновидом світлографії є люмінографія (лат. lumen «світло», дав.-гр. γράφω «пишу»), яка відрізняється тим, що рухаються не джерела світла, а фотокамера; рух може бути хаотичним, якщо камеру тримають у руках, або впорядкованим, у разі її закріплення на якомусь рухомому предметі, наприклад, на автомобілі. До люмінографії відносять знімки нічного неба, коли внаслідок добового обертання Землі зорі залишають на фотоматеріалі дуги концентричних кіл навколо нерухомої Полярної зорі.

## Історична довідка
Перші згадки про світлографію або люмінографію відносяться до 1889 року, коли вчені Жуль Маре та Жорж Демені зафіксували траєкторію людських рухів на знімку «Патологія ходи, вигляд спереду» (англ. Pathological Walk From in Front). 1914 року Френк Гібрет та його дружина Ліліан використали таку ж техніку для фіксації переміщень конторських службовців із закріпленими на їхньому одязі ліхтариками.
Леслі Волкер та Ансель Адамс описали використання елементів світлографії в інтер'єрній фотографії 1930-х років.
У фотомистецтві прийом уперше використав Ман Рей, який 1935 року створив за допомогою світлографії серію «Космічний лист» (англ. Space Writing). П'ять років потому в техніці світлографії почала працювати Барбара Морган.

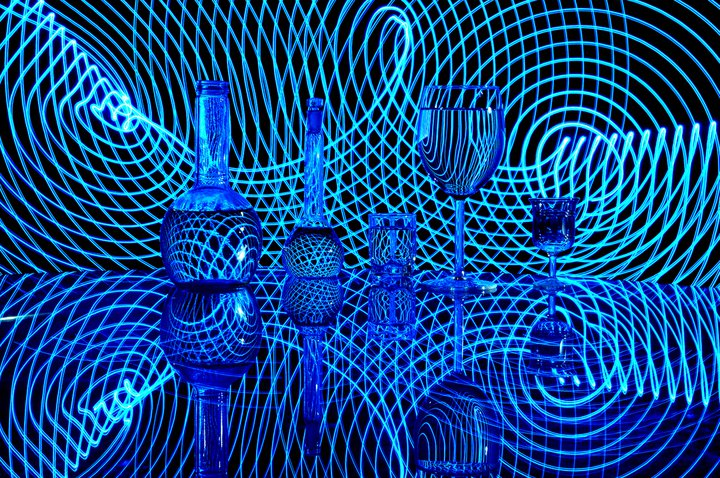
Натюрморт із дзеркальним відбиттям та елементами світлографії

Пабло Пікассо захопився світлографією після візиту Гйона Мілі, який 1949 року ознайомив художника зі своїми знімками ковзанярів, на ногах яких було закріплено ліхтарі. Пікассо став малювати ліхтарем у затемненій кімнаті, фотоапарат працював у режимі довгої витримки. Результатом стала серія «Світлові малюнки Пікассо». Найбільшу популярність здобула робота під назвою «Пікассо малює кентавра». Один із засновників німецької творчої групи FotoForm Петер Кетман здобув популярність завдяки серії «Коливні фігури» (нім. Schwingungsfigur), створеної методами світлографії; на фотографіях зафіксовано сліди від точкової лампи, якою намальовано складні світлові сітки, що створюють ефект муару. Піонерами люмінографії стали також Жорж Матьє та Ласло Могой-Надь (Баугауз). Потім інтерес до неї періодично спалахує у США та Європі — світлографією займаються чехи Каміл Варга та Йозеф Седлак, німецькі гурти LightMark, Lichtfaktor та LAPP PRO, американець Даррен Пірсон, фіни Хану Хухтамо та Янне Парвіайнен, французи Marco-93, Жульєн Бретон.
У XXI столітті техніка отримала новий поштовх завдяки поширенню цифрових фотоапаратів, що дозволяють візуально контролювати зображення безпосередньо під час знімання; крім того, не потрібно витрачати дорогі фотоматеріали. Поява компактних економних джерел світла на основі світлодіодів розширила свободу творчості. У Росії світлографію розвивають члени Санкт-Петербурзького люмінографічного товариства, яке заснував 2007 року Володимир Михайлуца.

## Техніка знімання
Переносні джерела світла можна використати, щоб отримати рівномірне або напрямлене освітлення різних елементів інтер'єру за тривалої або багаторазової експозиції. При цьому немає потреби в громіздких освітлювальних приладах, а достатньо компактного ліхтаря або портативного фотоспалаху, якими по черзі висвітлюють потрібні фрагменти знімка.
У класичному вигляді світлографія передбачає знімання в темний час доби або в затемненому приміщенні, оскільки за наявності яскравого освітлення тривала витримка призведе до загального засвічення фотоматеріалу або фотоматриці. Фотокамеру встановлюють нерухомо на штативі і її затвор фіксують у відкритому положенні за допомогою спускового тросика. Фон зазвичай частково проробляється природним нічним освітленням або фотоспалахом. Основне зображення створюється переміщенням будь-яких джерел світла: ліхтарів, свічок, сірників, бенгальських вогнів, смолоскипів тощо. При цьому люди, які переміщують джерела світла в кадрі, надягають темний одяг, щоб виключити небажані сліди на зображенні.
Світло ліхтариків можна фарбувати за допомогою світлофільтрів, що дає змогу створювати яскраві кольорові плями та лінії. Причому за одну експозицію можна використати кілька світлофільтрів для освітлення об'єктів різними кольорами з різних боків або для отримання різнокольорових слідів. Крім простих джерел світла, у світлографії можуть використовуватися проєктори, що створюють на поверхнях об'єктів зображення зі слайдів. Взаємодія цього зображення та поверхонь, на які воно проєктується, створює незвичайні художні ефекти.
Світлографічні картини можна також створювати за допомогою цифрового відеозапису. У цьому випадку зображення, отримане за допомогою відеокамери, комбінують на комп'ютері й отримують аналогічні світлові сліди від рухомих джерел світла. Перевагою такого методу є можливість знімання в незатемненому приміщенні. Однак, за великої роздільної здатності камери обсяг даних може бути дуже великим, що вимагає високої продуктивності комп'ютера. У такий спосіб, у поєднанні з технологією таймлапс, можна отримувати і рухомі зображення або так звану стоп-моушн-анімацію.

## Світловий пензель
Один із різновидів світлографії, в якій компактне точкове джерело світла використовується для освітлення різних частин сцени, що знімається. Основною складністю методу є підбір та розрахунок експозиції. Ця фотографічна техніка набула поширення при зніманні нерухомих сюжетів: інтер'єрів та натюрмортів, особливо в рекламній фотографії. Світловий пензель може використовуватися одночасно зі звичайним освітленням та багаторазовою експозицією. Після того, як сцену знято зі студійним світлом ламп або фотоспалахів, робиться друга експозиція за вимкненого світла. Певні ділянки сцени додатково експонуються за допомогою ручного ліхтарика, зокрема, з різних напрямків. Така техніка дозволяє комбінувати світло в недоступний за звичайного знімання спосіб. Сюжет може бути отриманий і без додаткового освітлення тільки за допомогою світлового пензля.
Освітлювальний інструмент — це малогабаритне джерело постійного світла, що дає добре сфокусований вузький промінь. Часто як світловий пензель використовують прилади з волоконною оптикою. Світло професійного світлового пензля має калібровану колірну температуру близько 5500 К і за колірним балансом близьке до денного світла. Крім того, такий пензель дозволяє використовувати різні насадки та світлофільтри. За відповідних установок балансу білого фотокамери, як світловий пензель можна використати і побутовий ліхтарик. Бажано, щоб світло в ньому фокусувалося лінзою, тоді пляма не буде надто широкою, що дасть змогу точно висвітлювати дрібні деталі об'єктів.

### Світловий меч
Світловий меч — різновид світлового пензля, що являє собою довгу світну трубку. Застосовують різні конструкції, але основний елемент у світловому мечі — люмінесцентна лампа. Таке пристосування залишає сліди у вигляді світної поверхні. За таким самим принципом будується «світловий жезл», який залишає на знімку кілька паралельних ліній від розташованих у рядок світлодіодів. Аналогічно діють гнучкі світлодіодні стрічки.

## Арт-проєкти
- «Фрізлайт» (англ. freezelight) — арт-проєкт, заснований у Москві 2 травня 2008 року. Автори — Артем Долгополов та Роман Пальченков[2]. Вони працюють над створенням нових світлових картин та анімації, розробляють технології та публікують на сайті уроки. Команда Freezelight.ru соціально активна, регулярно проводить майстер-класи[15].
- Lightpaint.ru — відповіді на всі питання щодо малювання світлом. Проєкт діє в Москві від жовтня 2010 року[16].
- Санкт-Петербурзьке люмінографічне товариство — об'єднання фотохудожників, яке 2007 року організував люмінограф Володимир Михайлуца[9].
- «Light graffiti» — стріт-арт проєкт американської світлографістки Вікі Да Сільви (англ. Vicki DaSilva)[17][18].